# Kasubok
A kasubok (kasub nyelven Kaszëbi) nyugati szláv népcsoport, akik egyenes ágon a pomeránoktól származtatják magukat, nyelvük vélhetően az egyik pomerán nyelvjárásból alakult ki. A gdański tengermelléken és Nyugat-Pomeránia keleti részén élnek. Számos alcsoportra oszthatók, melyek kulturális és nyelvi szempontból térnek el egymástól. Ezek a népcsoportok a bilákok (Bëlôcë), gachok (Gôchë), júzok (Józcë) vagy más néven mucnikok (Mùcnicë), krubánok (Krëbane), leszákok (Lesôcë), morzánok (Mòrzanie), ribákok (Rëbôcë) és zabórok (Zabòrôcë).

## Történetük
A népre utaló első említés az 1238. március 19-én kelt IX. Gergely pápa-féle dekrétumban található, amely szerint a nyugat-pomerániai fejedelmek titulusa dux Slavorum et Cassubia volt.
Hogy ezen dátum fennmaradjon néhány évvel ezelőtt a Kasubok egyesülésének napjává tették.
Az 1300–1368 között élt III. (Nagy) Barim használta először a dux Cassuborum („Kasubok fejedelme”) titulust. Ugyanebben az időben a gdański fejedelmek már csak a dux Pomeraniae megjelölést használták nevük mellett.
1906-ban nyílt meg Wdzydze Kiszewskie településen a Gulgowski testvérek által tervezett első Lengyelországi szabadtéri múzeum – skanzen –, amely ma már a Kasub Néprajzi Park elnevezéssel büszkélkedhet.

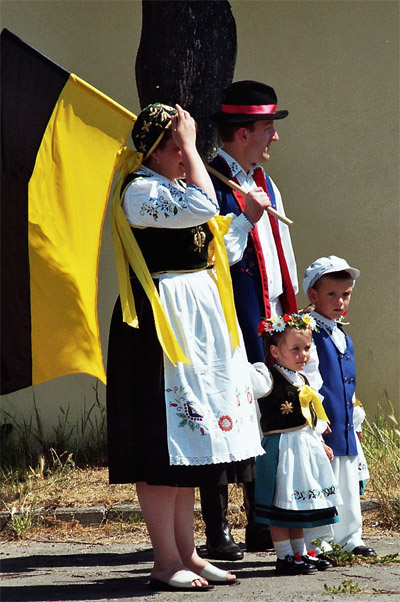
Kasub család a Kasubok találkozóján (Łeba, 2005)

Mikor keleten, a Német Lovagrend meghódította a poroszokat és területükön államot alapított, sok kasub települt abba az országba is.
Jelenleg a kasubok a Pomerániai vajdaság (megye) következő járásaiban laknak: pucki, wejherowói, kartuzy-i, lęborki, bytówi, kościerzynai, továbbá chojnicei járás északi és słupski járás keleti részén. Egyes területeken (lęborki, bytówi, słupski járás) az ott élő népesség nagy része későbbi betelepülő – a második világháború után települtek be azon helyekre, ahonnan az akkori politika a helyi németajkú lakosságot kitelepítette.
A legjelentősebb kasub diaszpóra Németországban, Kanadában és az USA-ban van.

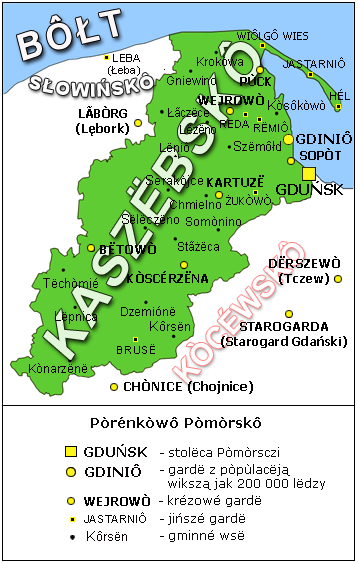
Kasúbia

A kasubok tipikusan határmenti népcsoport, akiknek lakóhelye az évszázadok folyamán sokszor „cserélt gazdát”. Sokuk mindeközben a németesítés vagy lengyelesítés áldozatává vált, hol az erőszakos, hol pedig a természetes asszimiláció eredményeképpen.
Számos ismert porosz és német szabadsághős és kiemelkedő személyiség kasub származású volt, többségük azonban nem tartott szoros kapcsolatot az „anyakultúrával”, leszármazottaik pedig már teljesen elszakadtak ettől a kultúrkörtől.
Nem könnyű meghatározni, hogy közülük kit tekinthetünk kasubnak, avagy melyik lengyelt, illetve németet kasub származásúnak.
A kasubok egy része megőrizte saját kultúráját és nyelvét. Manapság a szociológusok és történészek körében elterjedt az a nézet, hogy a kasub csupán a lengyel nemzet egy etnikai csoportját képezik. A kasubok jelentős hányada kettős identitással rendelkezik – lengyel nemzetiségűnek és kasub etnikumúnak vallja magát. Lengyelország felosztása időszakában és a tengermellék megszállásának idején számos, a tengermelléken tevékenykedő lengyel szabadságharcos szintén kasub származásúnak vallotta magát.
A 2002. évi népszámlálási adatok alapján 5100 lengyel állampolgár vallja magát kasubnak. Ez az egész kasub társadalomnak nagyjából 1%-a. Lengyelország ugyanakkor ezt a felmérést nem tekinti hivatalosnak. A lengyel Belügyek és Adminisztráció Minisztériuma (MSWiA) kisebbségekről vezetett hivatalos listáján a kasubok (hasonlóan a sziléziánokhoz) nem találhatók meg  a nemzeti kisebbségek névsorában.
A Kasub Nemzeti Mozgalom, jóllehet nem tartozik a Tengermelléki-Kasub Mozgalom fő ágához, mégis sokéves tradícióval rendelkezik. Elsőként Florian Ceynowa (1817–1881), kasub néprajzkutató állt ki amellett, hogy a kasub is egyike a szláv népeknek. Az ő gondolatát folytatták az ún. Zrzeszeńcy egyletieknek nevezett mozgalom tagjai, akiket a Lengyel Népköztársaság idején az állambiztonság szervei eltiltottak a közügyektől. 
1989 után már nyíltan hirdethették ezeket az eszméket a kasub nyelvű Tatczëzna című folyóiratban, manapság pedig a Kaszëbskô Òdroda c. lapban.
A nyelvi különbözőség és a katolikus valláshoz való hűség volt az egyik oka annak, hogy a kasubok a kommunizmus eszményével szembekerültek, sokszor éppen ezért szeparatistának bélyegezték őket, és az a vád érte őket, hogy programjukban Lengyelországtól való elszakadási törekvések is helyet kapnak. Ezeknek a vádaknak azonban nem volt valós alapjuk, mégis a Lengyel Népköztársaság idején ellenséges népcsoportnak nyilvánították őket, s leginkább az 1968-as és 1970-es politikai válságok idején kaptak újra lábra ezek a vádak.
Napjainkban a kasub nemzeti mozgalmak legradikálisabbja sem vonja kétségbe a kasubok és a lengyelek együttélésének történelmi jelentőségét, ugyanakkor követeléseikben előtérbe került saját anyanyelvük és kultúrájuk megőrzésének és ápolásának fontossága, valamint hogy gondoskodhassanak történelmi tradícióik megőrzéséről.
Günter Grass Nobel-díjas német író részben kasub származású.
Donald Tusk, lengyel miniszterelnök, az Európai Tanács volt elnöke is a népcsoport tagja.

### Külső hivatkozások (lengyel és kasub nyelven)
- A Tengermelléki-Kasub Társaság
- „Nasze Kaszuby” weboldal
- Kasub Rádió – Radio Kaszëbë
- Przédnô starna – A kasub Wikipédia nyitóoldala
- Kasúbia

## Fordítás
- Ez a szócikk részben vagy egészben  a   Kaszubi című lengyel Wikipédia-szócikk fordításán alapul.  Az eredeti cikk szerkesztőit annak laptörténete sorolja fel. Ez a jelzés csupán a megfogalmazás eredetét és a szerzői jogokat jelzi, nem szolgál a cikkben szereplő információk forrásmegjelöléseként.